# Charlie Bell
Charles Hamilton "Charlie" Bell, född 7 november 1960, död 17 januari 2005, var en australisk företagsledare som var VD för den globala snabbmatskedjan McDonald's Corporation mellan april och november 2004.
Han fick anställning 1976 hos den lokala McDonald's-restaurangen när han var 15 år gammal. Bell blev restaurangchef vid 19 års ålder och tog över hela den australiska dotterbolaget när han var 33 år. Det gav eko i toppskiktet inom koncernen och amerikanarna tog över honom till USA vid millennieskiftet. Bell avancerade i hierarkin och blev 2002 utnämnd till COO och president. I april 2004 blev han VD efter att Jim Cantalupo avled av en hjärtattack. Den 6 maj blev Bell diagnostiserad för att ha kolorektalcancer. Bells tid som VD präglades mest av att förändra McDonald's till att bli mer kostnadseffektiva, fokusera mer på unga vuxna konsumenter men framförallt mer hälsosammare efter att koncernen blivit kritiserad för den ohälsosamma maten, det blev inte bättre av att den uppmärksammade dokumentärfilmen Super Size Me släpptes dagen därpå. Samma dag genomgick Bell en operation för att få bukt med cancern och fortsatte arbeta fram till den 22 november när han tvingades avgå. Han blev ersatt av vice styrelseordförande James A. Skinner som VD. I december flögs en svårt sjuk Bell tillbaka till Australien i en affärsjet, som var ombyggd för sjukvård, för 300 000 amerikanska dollar och som betalades av McDonald's. Den 17 januari 2005 avled Bell i sitt hem i Sydney vid 44 års ålder.